# 丰台体育中心垒球场
丰台体育中心垒球场位於中國北京市豐台區，是2008年北京奧運會的壘球賽事比賽場館。
曾舉行過1992年的世界女子壘球錦標賽和1990年亞運會的豐台壘球場位於豐台體育中心，其擴建工作於2005年7月28日正式開始，總建築面積15570平方米，內設一個正式比賽用的球場、一個备用球場、兩個訓練球場與「功能用房配樓」，並有固定位座7,500個，3,500個臨時位座。
2006年6月，豐台壘球場竣工，該壘球場是北京奧運會11個擴建比賽場館中最早完工的，場館會於同年8月至9月間用作2006年世界女子壘球錦標賽的比賽場館。